# Impero bizantino durante la dinastia amoriana
L'impero bizantino fu governato dalla dinastia Amoriana o Frigia (così chiamata dalla regione di provenienza di Michele II) dall'820 all'867, in seguito all'assassinio di Leone V. La dinastia Amoriana continuò la politica dell'iconoclastia (chiamata "Seconda Iconoclastia") iniziata dal precedente imperatore non dinastico Leone nell'813, fino alla sua definitiva abolizione da parte dell'imperatrice Teodora con l'aiuto del patriarca Metodio I nell'842. La continua iconoclastia peggiorò ulteriormente i rapporti tra Oriente e Occidente, già pessimi in seguito alle incoronazioni papali della linea rivale degli "Imperatori romani", a partire da Carlo Magno nell'800. I rapporti peggiorarono ulteriormente durante il cosiddetto scisma foziano, quando papa Niccolò I si oppose all'elevazione di Fozio al patriarcato. Tuttavia, l'epoca vide anche una rinascita dell'attività intellettuale, segnata dalla fine dell'iconoclastia sotto Michele III, la quale contribuì al successivo Rinascimento macedone.
Durante la Seconda Iconoclastia, l'Impero iniziò a vedere l'istituzione di sistemi simili al feudalesimo, con i grandi proprietari terrieri locali che diventavano sempre più importanti, ricevendo terre in cambio del servizio militare al governo centrale. Sistemi simili erano stati in vigore nell'Impero Romano, fin dal regno di Alessandro Severo durante il III secolo, quando ai soldati romani e ai loro eredi furono concesse terre a condizione di servire l'imperatore.

## Michele II
Michele era originariamente un soldato di alto rango che prestava servizio sotto l'imperatore Michele I Rangabe della dinastia niceforiana. Aiutò Leone V nel rovesciare Michele I, ma, poiché i rapporti tra Leone e Michele peggiorarono, Leone alla fine condannò a morte Michele. In risposta, Michele guidò una cospirazione che portò all'assassinio di Leone il 25 dicembre del 820. Prendendo il trono per sé, Michele II dovette subito affrontare una rivolta del generale Tommaso lo Slavo, scatenando una guerra civile che durò quattro anni e per poco costò a Michele il trono. Inoltre continuò la pratica dell'iconoclastia, che era stata rinvigorita da Leone V.
Il regno di Michele II vide due grandi disastri militari che avrebbero avuto effetti permanenti sull'Impero: l'inizio della conquista islamica della Sicilia e la perdita di Creta per mano dei Saraceni.
Michele non era popolare tra il clero ortodosso, ma si sarebbe dimostrato un competente statista e amministratore, portando infine la stabilità necessaria all'Impero dopo decenni di conflitti e guerre, ripristinando persino l'esercito. Gli successe il suo unico figlio, Teofilo, alla sua morte nell'829.

## Teofilo
Teofilo succedette a Michele II il 2 ottobre dell'829 e fu l'ultimo imperatore bizantino a sostenere l'iconoclastia.  Teofilo mosse guerra agli Arabi per tutto il suo regno, essendo costretto a combattere su due fronti: la Sicilia era stata già invasa, la Sardegna era perduta e gli eserciti arabi continuavano a marciare da Oriente. La difesa dopo l'invasione dell'Anatolia da parte del califfo abbaside Al-Ma'mun nell'830 fu guidata dall'imperatore stesso, ma i bizantini furono sconfitti e persero diverse fortezze. Nell'831 Teofilo si volle vendicare conducendo un grande esercito in Cilicia e catturando Tarso. L'imperatore tornò trionfante a Costantinopoli, ma in autunno fu sconfitto in Cappadocia. Un'altra sconfitta nella stessa provincia nell'833 costrinse Teofilo a chiedere la pace, che ottenne l'anno successivo, dopo la morte di Al-Ma'mun. 
La guerra continuò e Teofilo guidò personalmente gli eserciti in Mesopotamia nell'837, catturando Melitene e Arsamosata con un enorme esercito di 70.000 uomini.  Ulteriori battaglie e attacchi ebbero luogo fino a quando Teofilo morì di malattia nell'842. Gli successe il figlio Michele III.

## Michele III
Michele III avrebbe svolto un ruolo fondamentale nella rinascita bizantina del IX secolo. Poiché Michele aveva solo due anni quando suo padre morì, l'Impero si trovò sotto una reggenza guidata da sua madre Teodora, suo zio Sergio e il ministro Teoctisto. L'imperatrice aveva simpatie iconodule e depose il patriarca Giovanni VII di Costantinopoli, sostituendolo con l'iconodulo patriarca Metodio I di Costantinopoli nell'843. Questo pose fine al secondo periodo dell'iconoclastia. Michele e i suoi sostenitori rovesciarono questa reggenza nell'857, diventando imperatore vero e proprio. Il suo regno avrebbe visto una guerra continua con Bulgari e Abbasidi, entrambe con risultati favorevoli per l'impero, tanto da spianare la strada alle future conquiste. 
Sebbene per la sua vita dissoluta e libertina fu soprannominato "l'Ubriacone" dai cronisti successivi favorevoli al suo assassino e successore Basilio I, con Michele III le entrate statali aumentarono, i Bulgari e Slavi settentrionali furono cristianizzati e si riuscì ad imporre tributi agli Slavi meridionali permettendo il Rinascimento macedone dei successivi imperatori.